# Anantagiri, Badami
Anantagiri là một làng thuộc tehsil Badami, huyện Bagalkot, bang Karnataka, Ấn Độ.